# Vilgot
Vilgot är ett svenskt nybildat namn med betydelsen ’vill gott!’. Mönster är tyska namn som Fürchtegott, Liebegott, där efterleden dock är ‑gott ’Gud’. Äldsta belägget i Sverige är från år 1809.

## Personer som heter Vilgot
- Vilgot Hammarling
- Vilgot Larsson
- Vilgot Schwartz
- Vilgot Sjöman
- Vilgot Johansson